# آمي بروكمان
آمي سوزان بروكمان (بالإنجليزية: Amy S. Bruckman) (مواليد 1965) أستاذة بمعهد جورجيا للتكنولوجيا التابع لكلية الحوسبة التفاعلية ومركز GVU .
وقد نالت شهرتها عن طريق بحثها الرائد في مجال المجتمعات عبر الإنترنت وعلوم الحوسبة التفاعلية.
في عام 1999 اختيرت كواحدة من المبدعين المئة من قبل معهد ماساتشوستس للتكنولوجيا  التي تقدم للمبدعين الملحوظين تحت سن ال35 سنة.

## النشأة والتعليم
ولدت آمي بروكمان في نيويورك، ودرست في مدرسة هوراس مان، ثم مدرسة إيفي الإعدادية في مدينة نيويورك، وتخرجت في عام 1983.
 بعد ذلك، التحقت بروكمان بجامعة هارفارد لمتابعة دراساتها الجامعية، وحصلت على درجة بكالوريوس الآداب في الفيزياء عام 1987.
ثم حصلت على درجة الماجستير في عام 1991 عن بحثها في «مجموعة السينما التفاعلية» من معهد MIT Media
تحدثت رسالة الماجستير الخاصة بها عن ما سمته Electronic Scrapbook «السجلات الصورية الإلكترونية»، وهو نظام يعمل بالذكاء الصنعي لتعديل الفيديو المنزلي.
غادرت بوركمان لمتابعة الدكتوراه في مختبر وسائل الإعلام في مجموعة (ميتشيل ريسنيك) للتعليم والتكنولوجيا.
و في 20 يناير 1993 أسست بوركمان مجتمعاً على الإنترنت للباحثين والمربين الجدد في مجال الإعلام اسمته MediaMOO 
المجتمع الذي أدراته بوركمان بشكل رئيسي، استغرق متابعة كبيرة من وقتها، وأغلق في نهاية المطاف بعد سبع سنوات.
خلال ذلك الوقت، عملت بروكمان أيضًا كمساعد أبحاث لـ "توركلي" لتأليف كتابه المؤثر " الحياة على الشاشة" عام (1997).
من أجل عمل أطروحتها، طورت ما سمته معبر الموظ (معبر الغزال)، وهي بيئة بنائية تعليمية، حيث تمكن الأطفال الصغار من تعلم مهارات برمجة الكمبيوتر أثناء بناء الأشياء الافتراضية.

## في معهد جورجيا التقني
بعد تخرجها من معهد ماساتشوستس للتكنولوجيا في عام 1997، عينت بوركمان بمنصب أستاذ مساعد في معهد جورجيا للتكنولوجيا كلية الحوسبة.
وبصفتها عضوًا جديدًا في كلية جورجيا للتكنولوجيا، أسست بروكمان مختبر لمجتمعات التعلم الإلكتروني (ELC) وبدأت في إنشاء برنامج للأبحاث يدمج اهتماماتها في المجتمعات عبر الإنترنت والتعلم البنائي.
وأسست برنامج للبحث الجامعي في مجال الحوسبة (UROC) في جامعة جورجيا للتكنولوجيا في عام 1998، ونمذجة البرامج بعد UROP في معهد ماساتشوستس للتكنولوجيا.
في عام 1999، تم دعم بحث بروكمان من خلال منحة مرموقة منحها برنامج التطوير الوظيفي المبكر للكلية التابع لمؤسسة العلوم الوطنية (CAREER).
وفي السنة نفسها، اختيرت كواحدة ضمن الـ100 المبدعين المميزين دون سن الـ 35. وتم وصف عملها في ذلك الوقت بأنه «أبرز بحث في التعليم الذاتي»
وفي 22 يوليو 1999، أصدرت بوركمان بالاشتراك مع طالب دراسات عليا لعبة باسم The Turing Game ، وهي لعبة متعددة اللاعبين عبر الإنترنت مستوحاة من اختبار تورينغ والذي يتحدى اللاعبين لاستكشاف قضايا الهوية عبر الإنترنت.
حظيت اللعبة باهتمام وطني  ويلعبها أكثر من 11 ألف من الناس من 81 بلد حول العالم وفي جميع القارات السبع.
في عام 2003، تلقت بوركمان ترقية إلى منصب أستاذ مشارك.
وفي عام 2012، أصبحت أستاذًا كاملًا (بروفيسور).
تدير بروكمان حاليًا مختبر ELC ، وبرنامج UROC ، ومبادرة علوم الويب في معهد جورجيا للتقنية.
وقامت بنشر العشرات من المقالات العلمية في المجلات الأكاديمية وقدمت عروضًا دعائية في مؤتمرات أكاديمية رفيعة المستوى مثل ICLS و CHI .
الأعمال الأخيرة لبوركمان غالبا تكون بتقديم الاستشارة والمعاونة لـ طلاب الدراسات العليا، وقد عملت مؤخراً مع مواضيع في أخلاقيات المعلومات.. دراسات اللعبة.. استخدام وسائل الاعلام الاجتماعية.. التعاون عبر الانترنت والويكي  والنساء في مجال الحوسبة.

## التقدير
في عام 2002، قدمت جمعية البحوث التعليمية الأمريكية جائزة Jan Hawkins لبوركمان لفضلها في المساهمات المهنية في البحوث الإنسانية والمنح الدراسية في تقنيات التعلم.
تم انتخابها لأكاديمية CHI في عام 2018.
وتم انتخابها أيضًا كزميل ACM في عام 2018 «لمساهمتها في الحوسبة التعاونية والعمل التأسيسي في أخلاقيات البحوث على الإنترنت».

## روابط خارجية
- الصفحة الرئيسية لـ Amy Bruckman في Georgia Tech
- الصفحة الرئيسية لمختبر ELC